# La Chapelle-Geneste
La Chapelle-Geneste is een gemeente in het Franse departement Haute-Loire (regio Auvergne-Rhône-Alpes) en telt 143 inwoners (2004). De plaats maakt deel uit van het arrondissement Brioude.

## Geografie
De oppervlakte van La Chapelle-Geneste bedraagt 17,4 km², de bevolkingsdichtheid is 8,2 inwoners per km².
De onderstaande kaart toont de ligging van La Chapelle-Geneste met de belangrijkste infrastructuur en aangrenzende gemeenten.

## Demografie
Onderstaande figuur toont het verloop van het inwonertal (bron: INSEE-tellingen).